# Willie van Zyl
Willie van Zyl (* 28. April 1984) ist ein südafrikanischer Radrennfahrer.
Willie van Zyl wurde 2003 bei der südafrikanischen Meisterschaft Dritter beim Kriterium und im U23-Straßenrennen. In der Saison 2005 wurde er beim Kriterium der nationalen Meisterschaft wieder Dritter und das U23-Straßenrennen konnte er dieses Mal gewinnen. Durch diese Ergebnisse belegte er in der Endwertung der UCI Africa Tour 2005 den zehnten Rang hinter dem Gesamtsieger Tiaan Kannemeyer.

## Erfolge
2005
- Südafrikanischer Straßenmeister (U23)